# Homoneura kertesziana
Homoneura kertesziana är en tvåvingeart som beskrevs av Neal L. Evenhuis och Okadome 1989. Homoneura kertesziana ingår i släktet Homoneura och familjen lövflugor. Inga underarter finns listade i Catalogue of Life.